# Ensenada del Orzán
La ensenada del Orzán es una bahía situada en la ciudad de La Coruña (Galicia, España). Está abierta al Océano Atlántico y baña las playas de Riazor, del Orzán y del Matadero.

## Historia
A lo largo de la historia, la ensenada de Orzán ha sido testigo de ahogamientos y actos de heroísmo que han impresionado a la ciudad. En 2013 se inauguró un monumento a algunas de estas personas con la armadura del Caramanchón:
- El 9 de agosto de 1896 falleció el niño Juan Darriba, de 11 años, para salvar a Josefa Fernández.
- El 25 de agosto de 1897 murió el carpintero Francisco Alcaraz mientras intentaba salvar a tres mujeres.
- El 27 de enero de 2012 fallecieron los policías José Antonio Villamor, Rodrigo Maseda y Javier López López cuando intentaban rescatar a un estudiante eslovaco, quien también falleció.

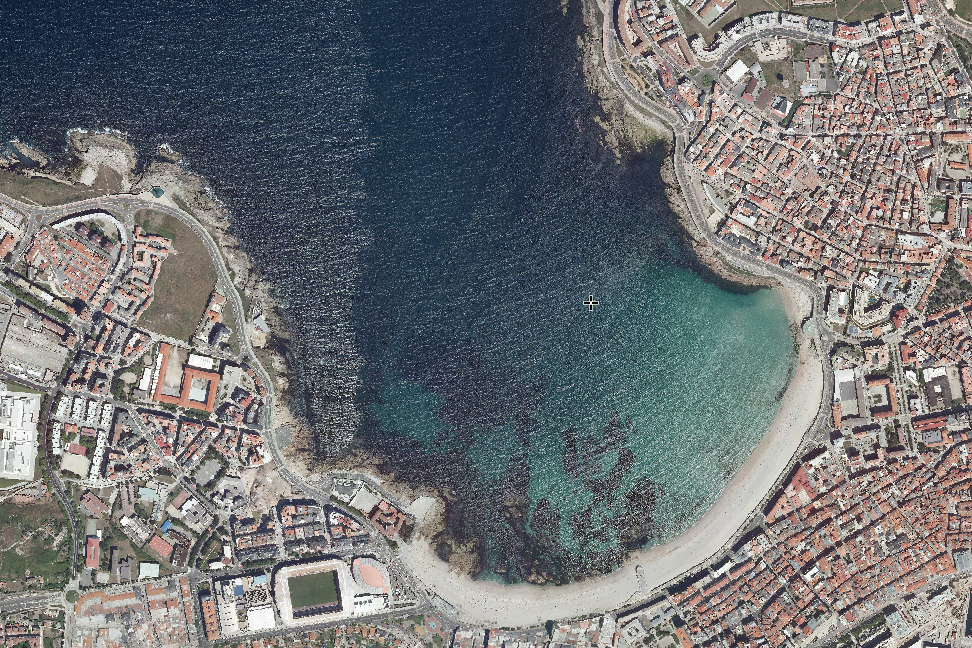
Vista aérea.